# Chapelle Saint-Joachim du Mas Parer
La chapelle Saint-Joachim du Mas Parer est une chapelle situé à Céret (Pyrénées-Orientales).

## Localisation
Le chapelle Saint-Joachim se situe au Mas Parer, dans le secteur sud-ouest de la commune de Céret, près de la commune de Reynès.

## Description
C'est une chapelle très petite, de construction populaire, d'une seule nef presque carrée avec un petit clocher et une fenêtre sur la porte. Elle est tellement petite qu'elle reste cachée dans la végétation de l'endroit où elle se trouve.[réf. nécessaire]